# Yelena Afanásieva
Yelena Vladímirovna Afanásieva (en ruso: Еле́на Влади́мировна Афана́сьева; Kulebaki, óblast de Nizhni Nóvgorod, Rusia, 1 de marzo de 1967) es una exatleta rusa, especializada en la prueba de 800 m en la que llegó a ser subcampeona mundial en 1997.

## Carrera deportiva
En el Campeonato Europeo de Atletismo en Pista Cubierta de 1992 compitió representando al Equipo Unificado y ganó la medalla de bronce en los 800 metros, con un tiempo de 2:00.69 segundos, tras la rumana Ella Kovacs y su compañera de equipo Inna Yevseyeva.
En el mundial de Atenas 1997, ya con el equipo de Rusia, ganó la medalla de plata en los 800 metros, con un tiempo de 1:57.56 segundos, tras la cubana Ana Fidelia Quirós (oro) superando a la mozambiqueña Maria Mutola (bronce).